# Japonský dřevořez

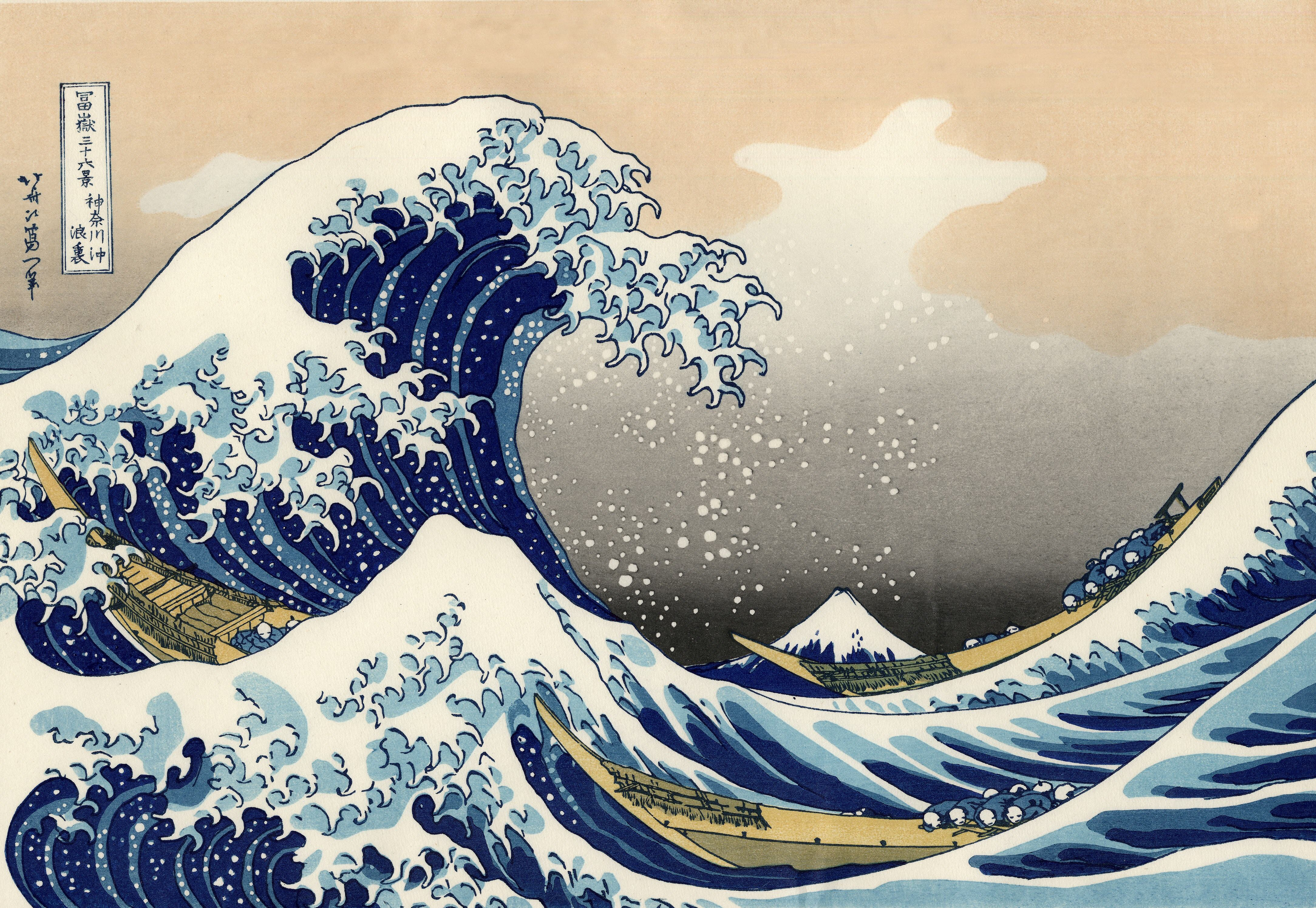
Hokusai Kacušika: Velká vlna na pobřeží Kanagawy

Japonský dřevořez je původně podobně jako evropský dřevořez lidovou technikou. Nahrazoval lidem drahé malby na hedvábí. Na rozdíl od evropského umění japonská malba ani dřevořez nemají blízko ke snaze o iluzi prostoru a k naturalismu. Nejstarší japonské dřevořezy, podnícené a ovlivněné čínskými, vytvořili japonští mniši už v 7. – 8. století. Dnes nejznámější japonské dřevořezy vznikly však až po roce 1600.

## Technika
Řezaly se většinou do hruškového dřeva, které bylo, jak je pro dřevořez typické, uříznuto podélně z kmene. Obrázky byly nejprve nakresleny na průhledný papír, který se nalepil na štoček tak, aby ho rytec viděl zrcadlově převrácen. Staré dřevořezy byly monochromní, od 17. století se začínají více prosazovat barevné tisky a v 18. století už japonský dřevořez vypadá tak, jak byl v Evropě znám a obdivován moderními umělci. Barevnosti se dosahovalo soutisky z několika různě barevných štočků.
Mezi nejznámější a nejceněnější japonské mistry patří Utamaro Kitagawa (1753–1806), Hokusai Kacušika (1760–1849) a Hirošige Utagawa (1797–1858). Japonský dřevořez velmi ovlivnil evropskou moderní malbu, obzvláště impresionismus (Claude Monet, Edgar Degas) a postimpresionismus (Vincent van Gogh).